# Glyndon
Glyndon és una població dels Estats Units a l'estat de Minnesota. Segons el cens del 2000 tenia 1.049 habitants.

## Demografia
Segons el cens del 2000, Glyndon tenia 1.049 habitants, 359 habitatges, i 283 famílies. La densitat de població era de 268,2 habitants per km².
Dels 359 habitatges en un 44,6% hi vivien nens de menys de 18 anys, en un 65,2% hi vivien parelles casades, en un 10,3% dones solteres, i en un 20,9% no eren unitats familiars. En el 18,7% dels habitatges hi vivien persones soles el 4,7% de les quals corresponia a persones de 65 anys o més que vivien soles. El nombre mitjà de persones vivint en cada habitatge era de 2,92 i el nombre mitjà de persones que vivien en cada família era de 3,33.
Per edats la població es repartia de la següent manera: un 34,2% tenia menys de 18 anys, un 8% entre 18 i 24, un 31% entre 25 i 44, un 19,4% de 45 a 60 i un 7,4% 65 anys o més.
L'edat mediana era de 30 anys. Per cada 100 dones de 18 o més anys hi havia 96,6 homes.
La renda mediana per habitatge era de 44.028 $ i la renda mediana per família de 50.000 $. Els homes tenien una renda mediana de 35.259 $ mentre que les dones 22.303 $. La renda per capita de la població era de 17.922 $. Entorn del 7,3% de les famílies i el 9,7% de la població estaven per davall del llindar de pobresa.

## Poblacions més properes
El següent diagrama mostra les poblacions més properes.